# Abbaye de Burtscheid
1138–1802
Entités suivantes :
- Royaume de Prusse

L’abbaye de Burtscheid, ou abbaye de Borcette (en allemand Abtei Burtscheid), est une ancienne abbaye de l'ordre des Bénédictins devenue après 1220 un monastère cistercien de femmes. Elle était située en Allemagne à Burtscheid (Borcette), près d'Aix-la-Chapelle, dans l'actuelle Rhénanie-du-Nord-Westphalie.

## Histoire
L'abbaye a été fondée en 997, sous l'empereur germanique Othon III. Son premier abbé, Grégoire de Burtscheid (en), originaire de Calabre, est parfois considéré comme ayant été un frère de la mère de l'empereur, la Byzantine Théophania. Il a été enterré sous l'autel après sa mort en 999 et l'anniversaire de sa mort, le 4 novembre, est resté un jour férié de l'abbaye jusqu'à sa dissolution.
En 1018, l'empereur Henri II lui a attribué le territoire qui l'entourait. À cette époque, le monastère a aussi été élevé au statut d'abbaye et ses saints patrons ont été changés de Saint Nicolas et Saint Apollinaire à Saint Jean-Baptiste et Saint Nicolas.
En 1138, l'empereur Conrad III lui a accordé l'immédiateté impériale, qui en faisait un sujet direct du Saint-Empire, sans maître intermédiaire (reichsfrei). L'abbaye était sous la protection (Vogtei) de la Baronnie de Mérode, jusqu'à ce qu'elle la leur rachète en 1649.
En 1220, sous l'empereur Frédéric II et son chancelier Engelbert de Cologne, les Bénédictins ont été expulsés et remplacés par les nonnes de l'Ordre de Cîteaux vivant auparavant au Salvatorberg (de) d'Aix-la-Chapelle, à qui les possessions de l'abbaye ont été transférées. La même année, la reichsfreiheit de l'abbaye a été confirmée.
L'église abbatiale a été reconstruite au milieu du XIVe siècle, puis à nouveau entre 1735 et 1754 par Johann Joseph Couven dans le style baroque.
En 1779, malgré le refus du conseil municipal d'Aix-la-Chapelle, alors responsable du gouvernement local, l'abbesse a créé à Burtscheid une maison de jeu, dans une rue encore connue aujourd'hui sous le nom de « Krugenofen Kasinostrasse ».
Burtscheid a été occupée en décembre 1792 par les troupes françaises de la Première République, puis à nouveau de septembre 1794 à 1804 (département de la Roer). La Compagnie d'aérostiers a utilisé l'église abbatiale pour la fabrication de ses ballons. En août 1802, le monastère a été sécularisé et dissous.
Les bâtiments subsistants de l'abbaye sont occupés aujourd'hui par une école, des logements et des locaux administratifs.